# Ѕ
S je cirilska črka, ki se je verjetno razvila iz grške črke Ϛ (stigma). Črko so uporabljali že v stari cirilici, vendar je večina cirilskih pravopisov pozneje to črko opustila. V sedanjosti se uporablja samo v makedonščini. Izgovarja se kot glas dz (zveneči par glasu c) in se običajno tudi prečrkuje v latinico kot DZ.
Tradicionalno ime te črke je dzelo (ѕѣло, дзело), v novejšem času pa se bolj uporablja kratko ime dze.
| tiskano | pisano |
| ------- | ------ |
| S ѕ     | S ѕ    |

Zanimivosti:
- Glas dz nastopa v makedonščini v besedah, ki imajo v slovenščini običajni z, npr.: ѕвезда (beri: dzvezda), ѕвоно (beri: dzvono), ѕид (beri: dzid) ipd.
- Glas dz poznajo tudi nekateri drugi jeziki, ki uporabljajo cirilico, vendar ga pišejo kot ДЗ. Zgled: v beloruščini se Devica imenuje Дзева (beri: Dzeva).